# Industrialització per substitució de les importacions
El terme industrialització per substitució d'importacions reconegut per les seves sigles, ISI, o també com a Model ISI, fa referència a una estratègia o model econòmic adoptat al territori llatinoamericà i en altres països en desenvolupament posteriorment a la Segona Guerra Mundial.

## Origen i fonaments
L'origen d'aquest model respon al corrent de pensament econòmic denominat estructuralisme o desenvolupisme i a la teoria de la dependència, ambdós pensaments infereixen, que els països rics exploten els pobres i que, en conseqüència, les relacions econòmiques internacionals perjudiquen aquests últims.
Es poden citar tres pilars fonamentals d'aquest model:
- Política industrial activa: subsidis i direcció de l'estat per a la producció de substituts.
- Barreres al lliure comerç (proteccionisme): alts aranzels a la importació.
- Política canviària o monetària: tipus de canvi elevat.

D'aquesta manera es crea a Llatinoamèrica la CEPAL, per a l'esmentada institució la tendència al deteriorament dels termes d'intercanvi dels països en desenvolupament (productors de béns primaris) era causada per les característiques del progrés tecnològic i les condicions socioeconòmiques existents tant als països rics com als països pobres del sistema capitalista mundial i citen les següents característiques:
- El progrés tècnic substitueix productes primaris per productes manufacturats, la qual cosa ocasiona un descens de la demanda per productes primaris i, per tant, una disminució en els preus d'aquests.

- El progrés tècnic ocasiona que el producte acabat requereixi menor quantitat de productes primaris, amb efectes similars als del primer punt.

- L'elasticitat-ingrés de la demanda per aliments és menor que la unitat als països avançats, de tal manera que el creixement de l'ingrés implica un creixement menys que proporcional en la seva demanda.

- Els països avançats han establert una política proteccionista sobre béns primaris (establint aranzels, quotes i subsidis al comerç internacional).

## Conseqüències positives
Aquest model econòmic és considerat característic del període posterior a la crisi del 30 i finals de la primera meitat dels anys 1970 a Llatinoamèrica. Va tenir especial apogeu en el període del populisme llatinoamericà (anys 40 i 50 i 60), i en el dels governs desenvolupistes. En alguns països, en la dècada de 1960, s'aconsegueix avançar en la segona etapa de producció de béns duradors, es genera una nova indústria amb tecnologia moderna i inversió estrangera directa (IED) encara que molt dependent dels béns importats i dirigida al mercat intern. Alguns dels seus èxits parcials van ser:
- Augment de l'ocupació local.
- Estat del benestar i garanties de protecció al treballador.
- Baixa dependència dels mercats estrangers.
- Millora dels termes d'intercanvi.
- Naixement de sectors industrials nacionals, en especial la petita i mitjana empresa.
- Excedent de mà d'obra qualificada.
- Primerenca maduresa del sector serveis, que va arribar a proporcions similars a la dels països desenvolupats.
- Un alt nivell d'ocupació entre els caps de familia, la desocupació afecta principalment dones i joves que tenen menor qualificació.

Per exemple a l'Argentina, els indicadors del mercat de treball per al període 1945-75 mostren que havia assolit cert grau de maduresa que la feien comparable als països més desenvolupats: elevada taxa d'urbanització i ocupació formal, alta participació dels assalariats en la Població econòmicament activa, àmplia difusió de l'escolarització en la població econòmicament activa, desenvolupament del sector serveis, al que caldria agregar, bon nivell de remuneracions i cobertura de Seguretat Social.

## Conseqüències negatives
Si bé la majoria dels seus crítics reconeixen que aquest model no va sofrir problemes greus com els que es presenten en altres economies menys desenvolupades, les crítiques a l'estratègia Industrial de Substitució d'Importacions tenien diversos eixos:
- Elevats preus de béns manufacturats i inflació.
- Deute extern.
- Saldos comercials negatius.
- Ineficient assignació de recursos.
- Moltes exportacions continuaven sent de béns primaris que continuaven subjectes al deteriorament dels termes d'intercanvi.
- Una taxa d'ocupació inferior a la d'altres països amb el mateix nivell de desenvolupament.
- Pressions inflacionàries associades a la lluita per la distribució de l'ingrés en una economia de productivitat mitjana baixa.
- Estretor del mercat intern que impedia d'aprofitar les economies d'escala per baixar costos.
- Falta de protagonisme nacional per fer de la innovació tecnològica un dinamitzador del sector industrial (alta dependència de la inversió d'empreses estrangeres).
- El subsidi a empreses va propiciar la formació de monopolis.
- El sector industrial no es va preocupar per conquerir mercats externs, destinava la seva producció al consum intern i d'aquesta forma requeria la producció primària per aconseguir les divises per comprar béns de capital; reproduint la relació de dependència que el mateix model pretenia evitar.

## Esgotament del model
No gaire temps després del començament de l'aplicació d'aquest model econòmic en diferents països en desenvolupament, van començar a evidenciar-se dos problemes fonamentals vinculats al mateix: la inflació i el desequilibri extern. Això produïa un cicle de creixement (avanç) i retrocés (caiguda) en períodes més o menys regulars, per la qual cosa aquest model va ser responsable de diversos períodes hiperinflacionaris viscuts en països com el Brasil o Argentina per exemple. La raó és que al contrari del que es va pensar, el model requeria en la seva fase expansiva la importació de béns de capital i intermedis, que tenint en compte el descoratjament al sector exportador, generava un desequilibri persistent, que finalment havia de ser resolt mitjançant períodes inflacionaris i eventualment hiperinflacionaris, després dels quals el cicle tornava a començar.
La devaluació actuava com un danyós mecanisme de distribució de recursos i impulsava al consum per evitar la desvaloració de la moneda, la qual cosa produïa una il·lusió de riquesa sempre que la desocupació es mantingués baixa i el mercat laboral no exigís una alta capacitació. Com a corol·lari no es fomentava l'estalvi intern ni la inversió.
Les indústries que van néixer amb el model no van ser capaces d'afrontar les seves despeses en el mitjà termini, es van transformar en indústries que depenien de les divises, però no les generaven. L'Estat es va tornar el gran protector de la nova indústria a través dels subsidis, obtenint divises via endeutament extern. El mateix procés degeneratiu sofreixen diverses filials d'empreses estrangeres i indústries estratègiques locals que havien estat nacionalitzades en alguns països llatinoamericans pensant a aplicar la substitució d'importacions.
La substitució d'importacions va ser aplicada la majoria de les vegades per règims cabdillistes o nacionalistes tant del populisme autoritari com per les Juntes Militars que buscaven superar el que per a ells era un model negatiu, el de ser exportador de primaris-importador de secundaris; i per a alguns autors el fracàs de la substitució d'importacions pot tenir relació amb la inestabilitat política que va acompanyar a l'època. En perjudicar les naixents indústries nacionals dificultant-los l'accés a béns estrangers vitals per a la producció local, en certa manera l'ISI va truncar el desenvolupament de la regió. Quan les condicions del mercat internacional van canviar en els anys 80, els països d'Amèrica Llatina van veure duplicat o triplicat el seu deute. Les altes taxes d'interès van propiciar la fuga de capitals d'Amèrica Llatina cap a les places financeres nord-americanes, que oferien majors guanys sense els riscs i els terminis necessaris en el sistema productiu. En aquestes circumstàncies el model de substitució d'importacions fracassa definitivament, la producció domèstica perd competitivitat, es produeix dèficit en balança comercial, el producte interior brut descendeix i els nivells de pobresa augmenten.
Per tal de canviar aquest escenari d'estancament provocat per l'Isi diverses nacions de la regió van portar endavant tèbies polítiques econòmiques de liberalització unides a l'expansió creditícia dels bancs centrals (imprimir més diners) bper tal de buscar sobretot la solvència de l'Estat. Es dona una desnacionalització d'algunes empreses nacionals que ja no gaudeixen del finançament de l'Estat; hi ha una forta restricció del crèdit intern, caiguda de la demanda interna, i devaluació que es tradueix en fallida i en adquisició de les empreses per part del capital estranger en condicions d'absolut avantatge.